# Bejsce
Pour la gmina, voir Bejsce (gmina).
Bejsce est une localité polonaise, siège de la gmina de Bejsce, située dans le powiat de Kazimierza en voïvodie de Sainte-Croix.